# Capharnaum (zespół muzyczny)
Capharnaum – amerykańska grupa muzyczna wykonująca technical death metal, powstała w 1993 roku.

## Muzycy

### Obecny skład zespołu
- Matt Heafy – śpiew
- Jason Suecof – gitara, śpiew
- Alex Vieira – gitara
- Mike Poggione – gitara basowa
- Jordan Suecof – perkusja

## Dyskografia

### Albumy studyjne
- Reality Only Fantasized (1997)
- Fractured (2004)